# Liste der Biografien/Reik
Liste der Biografien |
Portal Biografien |
Personensuche
# |
A |
B |
C |
D |
E |
F |
G |
H |
I |
J |
K |
L |
M |
N |
O |
P |
Q |
R |
S |
T |
U |
V |
W |
X |
Y |
Z |
?
 
Ra |
Rb |
Rd |
Re |
Rh |
Ri |
Rj |
Rk |
Rl |
Rm |
Rn |
Ro |
Rr |
Rs |
Rt |
Ru |
Rv |
Rw |
Rx |
Ry |
Rz
 
Rea |
Reb |
Rec |
Red |
Ree |
Ref |
Reg |
Reh |
Rei |
Rej |
Rek |
Rel |
Rem |
Ren |
Reo |
Rep |
Req |
Rer |
Res |
Ret |
Reu |
Rev |
Rew |
Rex |
Rey |
Rez
 
Reib |
Reic |
Reid |
Reie |
Reif |
Reig |
Reih |
Reij |
Reik |
Reil |
Reim |
Rein |
Reip |
Reir |
Reis |
Reit |
Reiv |
Reiw |
Reix |
Reiz
Die Liste der Biografien führt alle Personen auf, die in der deutschsprachigen Wikipedia einen Artikel haben. Dieses ist eine Teilliste mit 10 Einträgen von Personen, deren Namen mit den Buchstaben „Reik“ beginnt.

## Reik
- Reik, Emma (1914–1944), slowakische Widerstandskämpferin
- Reik, Helmut (1928–2015), deutscher theoretischer Physiker
- Reik, Johann Friedrich (1836–1904), deutscher Maler und Zeichenlehrer
- Reik, Martin (* 1970), deutscher Schauspieler
- Reik, Peter (* 1955), deutscher Autor und Lyriker
- Reik, Theodor (1888–1969), österreichisch-US-amerikanischer Psychoanalytiker und AutorTheodor Reik (1888–1969)

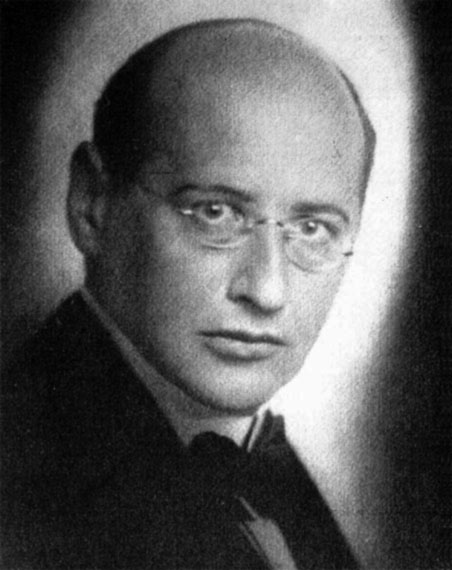
Theodor Reik (1888–1969)

### Reike
- Reiker, Tami (* 1964), US-amerikanische Kamerafrau
- Reikersdorfer, Katharina (* 2004), österreichische Fußballspielerin
- Reikerstorfer, Johann (* 1945), österreichischer Philosoph und katholischer Fundamentaltheologe

### Reiko
- Reikop, Marko (* 1969), estnischer Moderator